# Jean-André Valletaux
Jean André Valletaux (Hiersac, 23 de noviembre de 1757 - Cogorderos, 23 de junio de 1811) fue un militar francés, general de brigada durante el Primer Imperio Francés, diputado por Côtes du Nord (1802-1807) y caballero de la Legión de Honor.

## Vida
Entró como soldado raso en el regimiento de Amiens el 4 de diciembre de 1779, fue ascendido a sargento el 1 de febrero de 1782, y Suboficial adjunto el 15 de septiembre de 1791. Pasó con este rango a la Guardia Constitucional del Rey. El 20 de junio, aunque sin estar de servicio, se trasladó a las Tullerías para proteger a la familia real. Licenciado poco después, asistió el 10 de agosto a la demsotración de fidelidad al rey Luis XVI, motivada por las suspensión de sus poderes por parte de la Asamblea Constituyente, y se salvó por poco de ser asesinado. 
Después de permanecer por algún tiempo sin empleo en París, fue elegido comandante de un batallón de la Charente. Fue ascendido a comandante de la Brigada, el 28 de enero de 1794, y nombrado general de brigada el 14 de octubre del mismo año, durante la Reacción termidoriana.
Sirvió en el ejército del Norte, fue herido en el sitio de Bolduque, y luego quedó bajo el mando de Hoche, en el ejército de Brest (20 de enero de 1795), y comando la columna central en el ataque a Fort Penthièvre, en Quiberon. Nombrado comandante del departamento de Côtes-du-Nord, permaneció allí hasta el 22 de septiembre de 1796. 
Tomó parte en el golpe de Estado del 18 de Brumario, que encumbró a Napoleón Bonaparte, y fue elegido diputado por el departamento de Côtes-du-Nord (27 de marzo de 1802). Nombrado caballero de la Legión de Honor (23 de noviembre de 1803) y oficial de la orden (14 de junio de 1804).
Se le encargó el gobierno de la plaza de Bolduque, y el mando de una brigada en Amberes.
Fue enviado a España, donde se libraba la Guerra de Independencia en abril de 1810. Combatió en la submeseta norte, siendo derrotado y muerto en la Batalla de Cogorderos (23 de junio de 1811)
El emperador, que estaba al tanto de su muerte, le nombró Comendador de la Legión de Honor, un mes después, 14 de julio de 1811. Su nombre figura en el Arco del Triunfo de París.
- Datos: Q3170374
- Multimedia: Jean André Valletaux / Q3170374